# Cybryda
Cybryda – mieszaniec międzygatunkowy, hybryda cytoplazmatyczna. Charakteryzuje się tym, że w eukariotycznej komórce znajduje się jądro z jednego gatunku oraz mitochondria z innego gatunku.
Badania nad cybrydami sugerują wystąpienie związku przyczynowego między mitochondriami a chorobami Alzheimera i Parkinsona.